# إتش تي سي سينساشن
إتش تي سي سينساشن، هو هاتف ذكي تم تصميمه وتصنيعه من قبل شركة HTC التي تعمل على تشغيل مخزون برامج Android 2. 3 Gingerbread.

## الخصائص
- الوزن: 105 جرامات (3.7 أونصة) مع البطارية.
- الشاشة: شاشة تعمل باللمس مقاس 4.3 بوصة بدقة 320 × 480 بكسل.
- سرعة CPU: snapdragon 1.2 ثنائي النواة.
- ذاكرة المخزن الداخلي: 1 جيجابايت.
- ذاكرة الوصول العشوائي: 768 ميجابايت.
- فتحة التوسعة: بطاقة ذاكرة microSD (متوافقة مع معيار 0.2 SD)